# Abraham Warzman

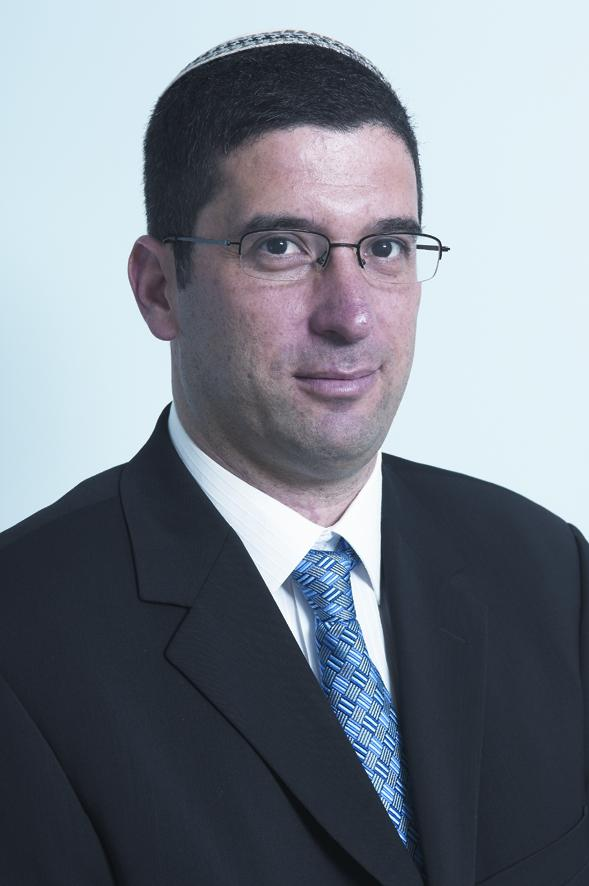
Abraham Warzman (engl. Avi Wortzman)

Abraham Warzman (hebräisch אַבְרָהָם וורצמן, auch Avi Wartzman, Avi Wortzman oder Avi Vertzman; * 29. Oktober 1970 in Beʾer Scheva, Israel) ist ein israelischer Minister, Politiker und Knessetabgeordneter der HaBajit haJehudi. Er ist mit Ilanit Warzman (hebräisch אִילָנִית וורצמן) verheiratet; sie haben vier gemeinsame Kinder (Stand 2011).

## Leben
Warzman studierte an der Jeschivat Ohel Schlomo in Beʾer Scheva, die der Bne Akiwa nahesteht. Ebenso studierte er an der Jeschivat Merkas HaRaw Kook in Jerusalem.
Er leistete Wehrdienst in der Givʿati-Brigade der Israelischen Verteidigungsstreitkräfte im Rahmen der Hesder Jeschivat Or Ezion (hebräisch ישיבת אור עציון).
Nach seinem Wehrdienst kehrte er nach Beʾer Scheva zurück und gründete im Jahre 1993 Beit Moria Garin Torani in 1993, der im Bildungssektor tätig war.
In 2008 war er bei den Kommunalwahlen in Beʾer Scheva als Vorsitzender der Vereinigten Religiösen Front tätig, wobei das Bündnis drei Sitze erhielt.
Er war Vize-Bürgermeister in Beʾer Scheva, wobei er für die Anliegen der Gemeindemitglieder und Sozialfürsorge zuständig war.
2008 war er Kandidat für den Parteivorsitz der HaBajit haJehudi, was durch die erfolgreiche Kandidatur Daniel Herschkowitz’ vereitelt wurde.
Vor den Wahlen 2013 beauftragte ihn Naftali Bennett für die Knesset als Abgeordneter zu kandidieren, und wurde auf Platz 8 der Wahlliste von der HaBajit haJehudi gestellt. Da die Partei 12 Sitze erhielt, konnte er als Mitglied der Knesset eintreten. Er ist derzeitiger stellvertretender israelischer Bildungsminister.